# Hermandad de San Esteban (Sevilla)

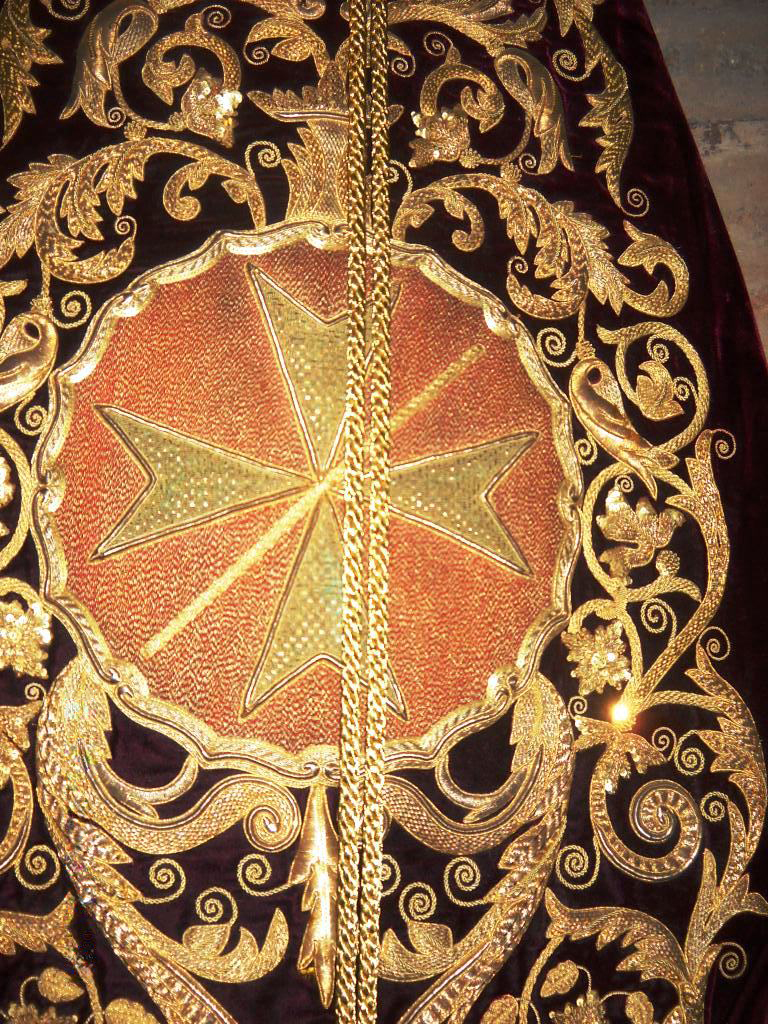
Escudo que aparece en el estandarte de la Hermandad

La Hermandad de San Esteban es una cofradía de Sevilla, Andalucía, España que tiene su sede en la  Iglesia de San Esteban de Sevilla. Procesiona en la Semana Santa de Sevilla el martes santo. Su nombre completo es Fervorosa Hermandad y Cofradía de Nazarenos de Nuestro Padre Jesús de la Salud y Buen Viaje, María Santísima Madre de los Desamparados, San Juan de Ribera y Protomártir San Esteban.

## Historia
Fue fundada en 1926 en la parroquia de San Bartolomé para venerar a una antigua imagen de terracota titulada el Señor de la Ventana, datado en el siglo XVI, y reformado en el siglo XVII. En los años 1940 encargó al escultor sevillano Antonio Castillo Lastrucci la realización de varias figuras para completar el misterio y se fijó la sede en la Iglesia de San Esteban.
Fue una de las hermandades convocadas al Vía Crucis de la Fe de Sevilla, que se celebró el 17 de febrero de 2013. Sin embargo, los pasos no salieron a causa de la lluvia.

El título que posee de Salud y Buen Viaje se debe a la petición de los viajeros que salían por la cercana Puerta de Carmona (perteneciente a las antiguas murallas de Sevilla), al invocar al Santo Cristo con tal motivo. 
En 1976, la Hermandad de San Esteban fue la primera que sacó sus dos pasos con hermanos costaleros.
En 1979 crea su propia banda de cornetas y tambores, desfilando tras el misterio al año siguiente, actualmente no existe.
En 1982 un conductor ebrio golpeó el paso durante los ensayos de los costaleros, dañando las parihuelas y respiraderos y teniéndose que atender hospitalariamente alguno de los hermanos. Ese año se realiza la estación de penitencia sin la parte trasera del paso.[cita requerida]

## Cristo de la Salud

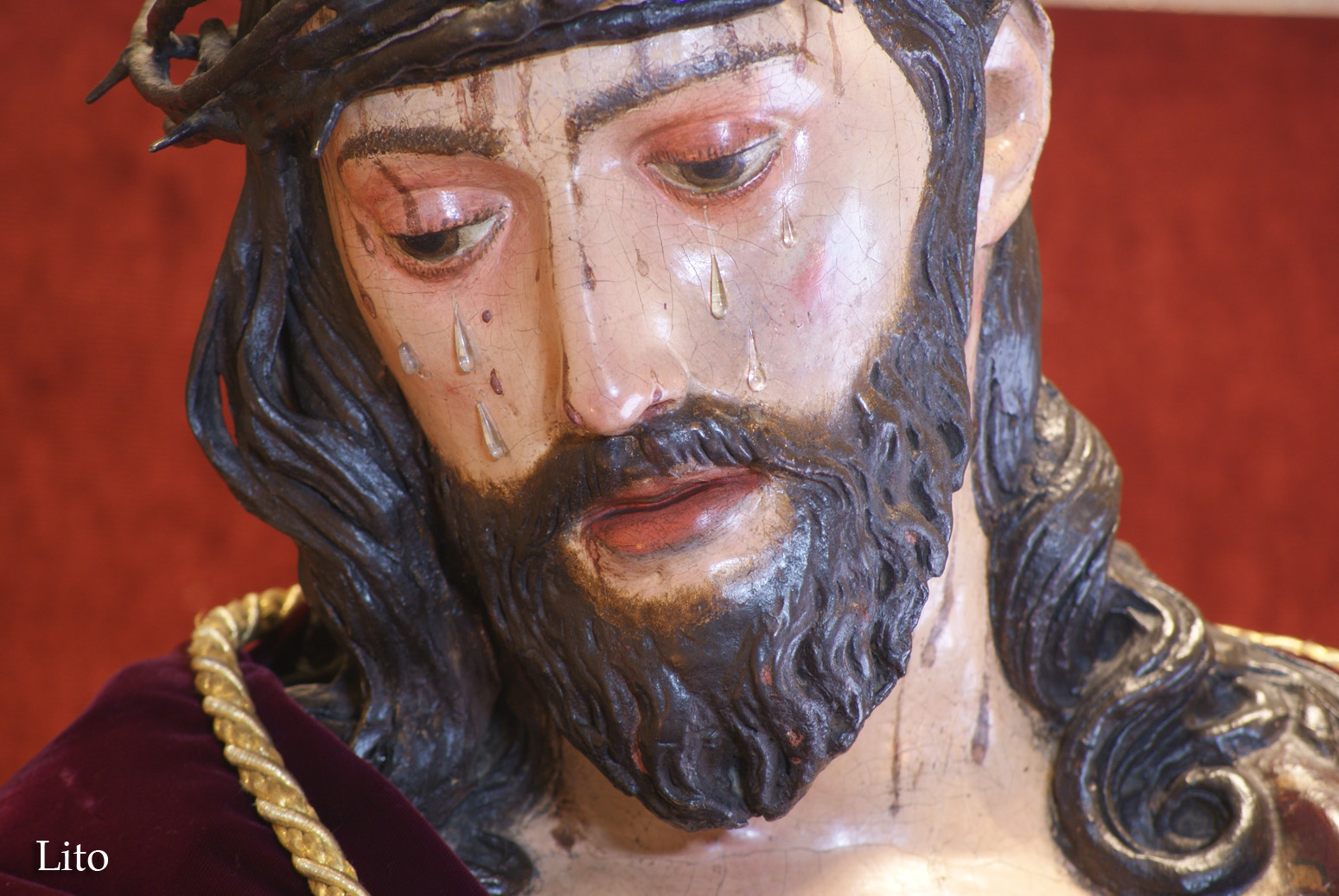
Nuestro Padre Jesús de la Salud y Buen Viaje

Es un busto de terracota de entre mediados del siglo XVI y comienzos del XVII con un cuerpo de madera policromada añadido en el siglo XVIII. Es de autor anónimo. Según el profesor don José Roda Peña la escultura puede relacionarse formal y estilísticamente con un Ecce Homo conservado en el convento de Santo Domingo el Antiguo de la ciudad de Toledo y que procede del desaparecido monasterio de Santa María de las Dueñas de Sevilla.
Es la única imagen cristífera de la Semana Santa sevillana que tiene lágrimas de cristal.

### Paso Cristo

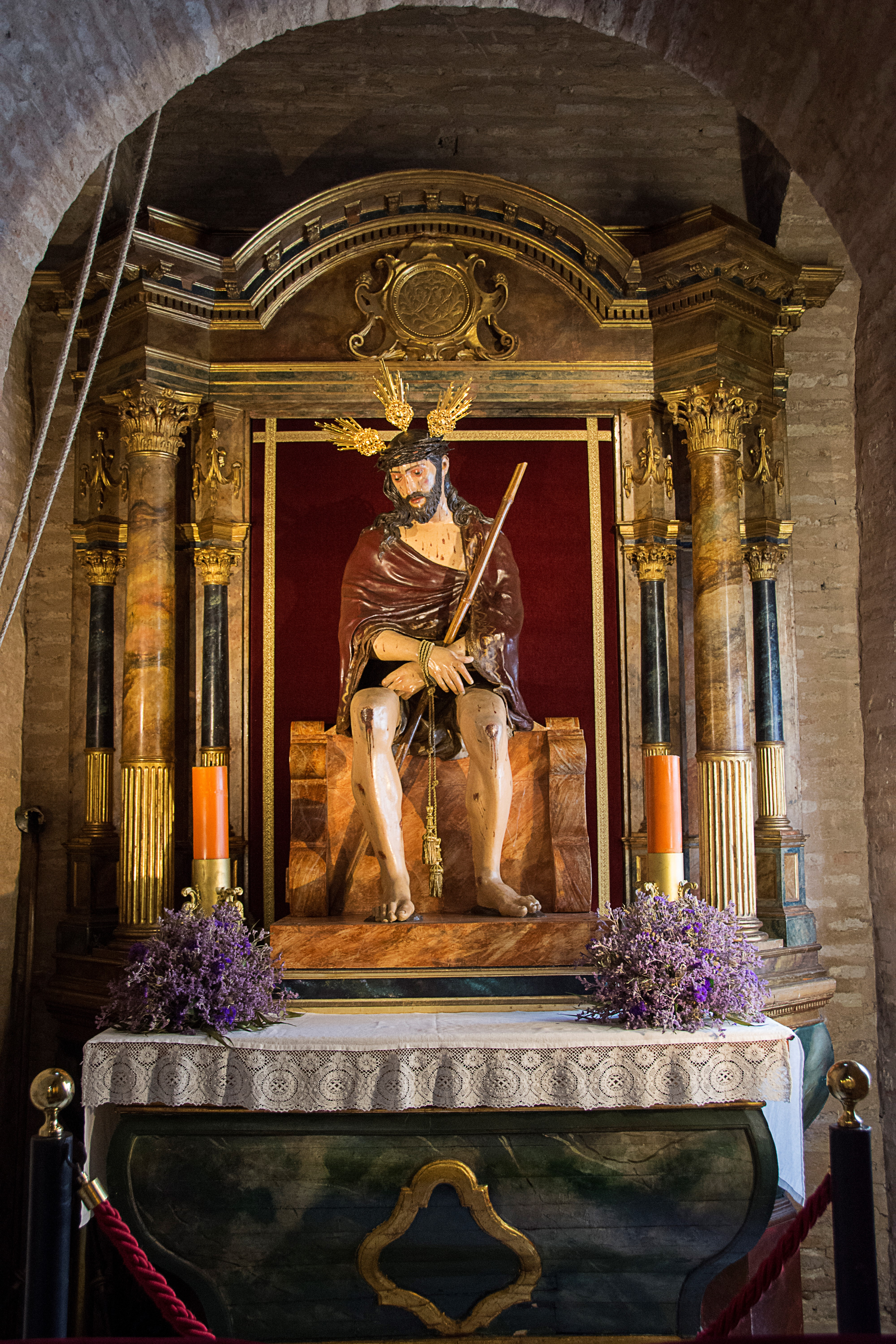
Cristo de la Salud y el Buen Viaje.

El paso de Cristo es de estilo neobarroco, dorado, iluminado por candelabros de guardabrisas. Está tallado con miniaturas y ángeles ceriferarios. Fue restaurado en 1998. 
Jesús tiene corona de espinas y potencias de oro. Está sentado en un sitial con respaldo, cubierto con una clámide púrpura con bordados en oro y sosteniendo una vara que le ha sido colocada a modo de cetro. Tras él hay un soldado romano y delante hay dos sayones, uno de ellos arrodillado en señal de adoración burlesca. Un hebreo contempla la escena. Estas esculturas fueron realizadas por Antonio Castillo Lastrucci en 1940.
Antiguamente el Señor estaba sedente sobre una peña hasta que en 1931 se cambió ésta por un taburete.

## Virgen de los Desamparados

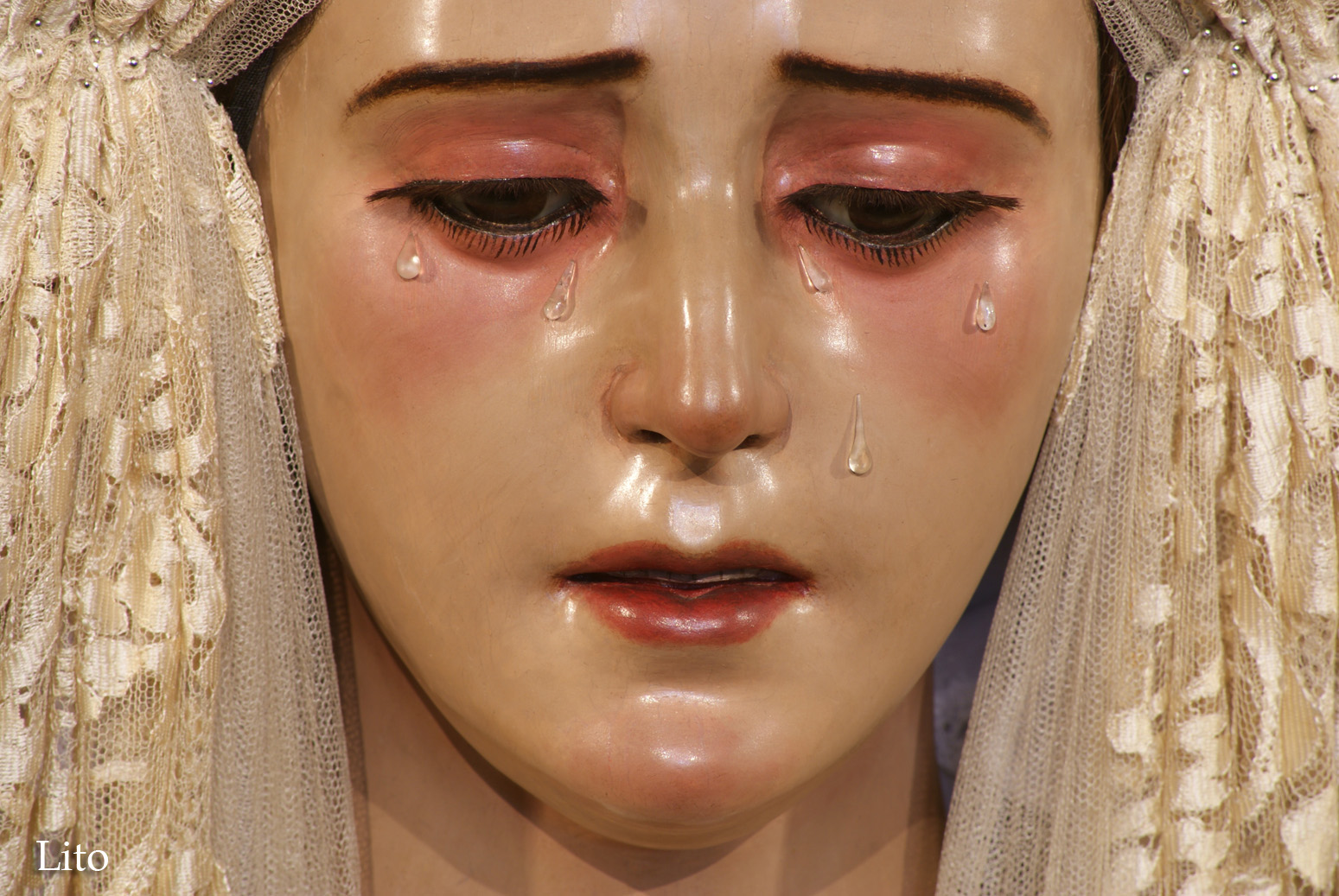
Virgen de los Desamparados (San Esteban)

Manuel Galiano Delgado fue el autor de la Virgen de los Desamparados, sin embargo la Hermandad no conserva el contrato de su ejecución ni ningún documento de encargo, el único testimonio escrito lo encontramos en la página 47 del primer libro de actas de Cabildos de Oficiales donde se dice textualmente:

el escultor Manuel Galiano Delgado se compromete con la Junta Organizadora de la recién fundada Hermandad de San Esteban a tener la obra finalizada a finales de abril de 1927 y con fecha día 20 del mismo mes y año los señores D. Licinio Mediavilla, D. José Muñoz Lara, D. Francisco Comitre y otros... en nombre de la Junta Organizadora de la Hermandad solicitan al cardenal Ilundáin que la bendijera bajo la advocación de "Ntra. Sra. de la Asunción en el Misterio de su Dolor", pero el prelado hispalense con fecha del 2 de mayo contesta que no se puede admitir esta advocación por ser errónea o muy equívoco su significado...

La imagen se bendijo el 8 de mayo de 1927 en la iglesia del Hospital Central con el nombre de María Santísima Virgen de los Desamparados, esta bendición se lleva a cabo en dicho lugar puesto que la Virgen se encuentra "depositada allí" debido a que la iglesia de San Esteban se encontraba en obras de restauración.
Iconográficamente se trata de una Dolorosa de las llamadas de candelero, realizada en madera de pino.

### Paso palio
El paso de palio tiene orfebrería plateada. El palio en malla es de terciopelo burdeos liso, con bordados en oro en las bambalinas, realizado entre 1989 y 1995. La Virgen luce corona de plata dorada, hecha en 1993.

## Patrimonio musical
Le acompañan la Agrupación Musical Virgen de los Reyes  y la Banda de Música María Santísima de la Victoria de Sevilla. 

### Marchas dedicadas
- Virgen de los Desamparados, de Marcelina Fortunati (1960).
- Cristo de la Salud y Buen Viaje, de Antonio Amodeo (1980).
- A Nuestra Señora de los Desamparados, de Miguel Vázquez Garfia (1983).
- A la Virgen de los Desamparados, de José Albero Francés (1988).
- La clámide púrpura de J.L. del Valle y Francisco José Carrasco (1994).
- Señora de San Esteban, de Vicente Micó (1997).
- Salve Rey de los Judíos de Miguel A. Lanzarote Fernández (1999).
- Desamparados, de Francisco Javier Alonso Delgado (2004)
- Reina de San Esteban, de Juan Velázquez (2006)
- Madre de los Desamparados (José de la Vega Sánchez, 2008)
- A un ángel costalero (Desamparados), de Joaquín Ruiz González (2009)
- María Santísima de los Desamparados (Francisco José Caba Moya, 2009)
- Señor de San Esteban, de Emilio Muñóz Serna (2010)
- Tus lágrimas por Sevilla, de José M. Sánchez Molero (2010)
- San Esteban Mártir (Joaquín Caballero Payán, 2011)
- Cristo de la Morería (Miguel A. Lanzarote Fernández, 2004)
- Judería Sevillana (Alejandro Blanco Hernández, 2009)
- Volver (Alejandro Blanco Hernández, 2023)
- Contigo (Javier Cebrero Arias, 2024)

## Paso por la carrera oficial
| Predecesor: La Candelaria | Orden de entrada en la carrera oficial (Martes Santo) 5º lugar | Sucesor: Los Javieres |